# 佐賀県幼稚園一覧
佐賀県幼稚園一覧（さがけんようちえんいちらん）は、佐賀県の幼稚園の一覧。

## 国立幼稚園
- 佐賀大学教育学部附属幼稚園

## 公立幼稚園

### 佐賀市
- 佐賀市立本庄幼稚園

### 唐津市
- 唐津市立唐津幼稚園
- 唐津市立厳木幼稚園

### 伊万里市
- 伊万里市立波多津東幼稚園
- 伊万里市立黒川幼稚園

### 武雄市
- 武雄市立北方幼稚園

### 小城市
- 小城市立晴田幼稚園
- 小城市立三日月幼稚園
- 小城市立芦刈幼稚園

### 神埼郡
- 吉野ヶ里町立東脊振幼稚園

### 杵島郡
- 江北町立江北幼稚園
- 白石町立福富幼稚園

## 私立幼稚園

### 佐賀市
- 宝正幼稚園
- 三光幼稚園
- 和泉幼稚園
- 新栄幼稚園
- 川久保幼稚園
- 高木瀬幼稚園
- 金立幼稚園
- 千布幼稚園
- 鍋島幼稚園
- 城北幼稚園
- 精幼稚園
- 中折幼稚園
- 佐賀女子短期大学付属ふたば幼稚園・保育園
- 高岸幼稚園
- 嘉瀬幼稚園
- ひまわり幼稚園
- 若楠幼稚園
- 信光幼稚園
- 白鳩幼稚園
- 藤影幼稚園
- 龍谷幼稚園
- 錦華幼稚園
- エミール幼稚園
- 光生幼稚園
- 佐賀カトリック幼稚園
- 北川副幼稚園
- 神野幼稚園
- 真生幼稚園
- ロザリオ幼稚園
- 川上幼稚園
- 諸富南幼稚園
- 諸富北幼稚園
- 中川副幼稚園
- 川副西幼稚園
- 小鹿幼稚園
- 海童幼稚園
- 大詫間幼稚園
- 鳳鳴乃里幼稚舎
- 東与賀幼稚園
- 久保田幼稚園
- 神野幼稚園

### 唐津市
- 昭和幼稚園
- すみれ幼稚園
- リョーユー幼稚園
- 唐津ルーテル幼稚園
- 唐津カトリック幼稚園
- エルアン幼稚園
- 呼子中央幼稚園
- 浜崎幼稚園
- 相知エルアン幼稚園

### 鳥栖市
- 布津原幼稚園
- 神辺幼稚園
- あさひ幼稚園
- 若竹幼稚園
- 鳥栖ルンビニ幼稚園
- 鳥栖カトリック幼稚園
- 駒鳥幼稚園

### 多久市
- 佐賀女子短期大学付属ひしのみ幼稚園・保育園
- 多久カトリック幼稚園

### 伊万里市
- 伊万里幼稚園
- 伊万里カトリック幼稚園

### 武雄市
- 武雄カトリック幼稚園
- 明信幼稚園
- たちばな幼稚園
- のぞみ幼稚園
- 三間坂幼稚園

### 鹿島市
- 明朗幼稚園
- 鹿島カトリック幼稚園

### 小城市
- 小城幼稚園
- 牛津ルーテルこども園

### 嬉野市
- 和光幼稚園
- 嬉野幼稚園
- 塩田幼稚園

### 神埼市
- 神埼幼稚園
- ちとせ幼稚園
- 大立寺幼稚園

### 神埼郡
- 三田川幼稚園
- 吉野ヶ里幼稚園

### 三養基郡
- 見真幼稚園
- 基山幼稚園
- 松若幼稚園
- 筑水幼稚園
- 中原幼稚園
- ひかり幼稚園
- 月影幼稚園
- 上峰幼稚園

### 西松浦郡
- ルンビニー幼稚園
- あかさかルンビニー幼稚園

### 杵島郡
- 大町幼稚園
- 弥栄幼稚園
- 有明幼稚園

### 藤津郡
- 大浦幼稚園